# Горењи Подборшт при Велики Локи
Горењи Подборшт при Велики Локи (словен. Gorenji Podboršt pri Veliki Loki) је насељено место у општини Требње, регија Југоисточна Словенија, Словенија.

## Историја
До територијалне реорганизације у Словенији био је у саставу старе општине Требње.

## Становништво
У попису становништва из 2011. године, Горењи Подборшт при Велики Локи имао је 17 становника.
| Број становника према пописима | Број становника према пописима | Број становника према пописима |
| ------------------------------ | ------------------------------ | ------------------------------ |
| 1991                           | 2002                           | 2011                           |
| 20                             | 16                             | 17                             |

Напомена: До 1953. исказивано под именом Горењи Подборшт.